# Standfussiana occidentalis
Standfussiana occidentalis är en fjärilsart som beskrevs av Charles Boursin 1956. Standfussiana occidentalis ingår i släktet Standfussiana och familjen nattflyn. Inga underarter finns listade i Catalogue of Life.